# Figueruelas
Figueruelas település Spanyolországban,  Zaragoza tartományban. Figueruelas Alagón, Grisén, Pedrola és Cabañas de Ebro községekkel határos. Lakosainak száma 1270 fő (2024).

## Népesség
A település népessége az utóbbi években az alábbiak szerint változott:
| Lakosok száma | 1024 | 1111 | 1191 | 1351 | 1322 | 1263 | 1230 | 1259 | 1226 | 1270 |
|               | 2001 | 2004 | 2007 | 2009 | 2012 | 2014 | 2017 | 2019 | 2022 | 2024 |